# بوسي (مغنية)
بوسي (الاسم الحقيقي: ياسمين محمد شعبان)، ولدت في 1 سبتمبر 1981 مغنية شعبية وممثلة مصرية. ولدت في القاهرة، بدأت الغناء بالملاهي والمراقص الخاصة بعمر صغير، ولكنها انطلقت بقوة بعام 2012 بأغنية شعبية حملت اسم «آه يا دنيا» ولمع اسمها خلالها حتى اتجهت للتمثيل.
وانطلقت بقوه في تمثيل الأفلام وهذا ما جعلها أيضا تتجه للمسلسلات وكانت أولى تجاربها في مسلسل حالة عشق .

## أعمالها الفنية

### الأفلام
- 2012: الألماني
- 2012: عبده موتة
- 2013: عش البلبل
- 2013: تتح
- 2014: عمر وسلوى
- 2014: جوازة ميري - علا
- 2014: الحرب العالمية الثالثة - مارلين مونرو
- 2015: عيال حريفة - أوشا
- 2017: يجعلو عامر - ميادة
- 2017: أمان يا صاحبي
- 2018: بيكيا
- 2019: إنت حبيبي وبس

### المسلسلات
- 2015: حالة عشق - شمس
- 2016: راس الغول - نرجس - ضيفة شرف
- 2016: جراب حواء
- 2016: أزمة نسب - توتا
- 2017: الحساب يجمع - سماح
- 2018: واكلينها والعة - ضيفة شرف
- 2020: الديفا

### موسيقى
- 2015: يا أنا يا إنتي:2015
- 2016: الخانكة:2016
- 2017: ولاد تسعة:2017
- 2017: الحساب يجمع:2017

### برامج
| - من غير زعل: 2013 - أحلى مسا: 2014 - رجعنا صغيرين: 2014 - بوضوح: 2014 - صولا 3: 2014 - معكم منى الشاذلي: 2014 - أبيض وأسود: 2016 - رامز بيلعب بالنار: 2016 - ستار أكاديمي 11: 2015 - (ضيفة البرايم الثاني عشر) - الليلة دي: 2015 | - أبلة فاهيتا من الدوبلكس: 2015 - ساترداي نايت لايف بالعربي: 2016* (ضيفة م1 ح2) - فحص شامل: 2016 - مكس ميوزيك: 2016 - حرب النجوم: 2016 - قعدة رجالة: 2017 - شيري استديو: 2017 - إغلب السقا 2020 - ضيفة - رامز مجنون رسمي: 2020 - ضيفة |

## وصلات خارجية
- بوسي على موقع قاعدة بيانات الأفلام العربية